# Joseph de Man d'Hobruge
Joseph Louis de Man d'Hobruge, ook De Man d'Hobruge d'Attenrode en Wever (Brussel, 6 juni 1775 - Hoeilaart, 14 september 1854), was een Belgisch senator en burgemeester.

## Levensloop
De Man behoorde tot een familie die adelbrieven had sinds 1673. Hij was een zoon van Jean de Man, licentiaat in de rechten en schepen van Brussel, en van Cornelia Baesen. In 1828 verkreeg hij adelserkenning en in 1838 werd hem de titel van baron, erfelijk op de eerstgeborene, toegekend.
Hij trouwde met Marie-Anne de Robiano (1775-1854). Hij was de vader van volksvertegenwoordiger en senator Jean-Marie de Man d'Attenrode en de schoonbroer van de senatoren Eugène de Robiano en François de Robiano en van volksvertegenwoordiger Louis de Robiano.
Hij werd burgemeester van Hoeilaart in 1823 en bekleedde dit ambt tot aan zijn dood. 
In 1831 werd hij verkozen tot senator voor het arrondissement Leuven en vervulde dit mandaat tot in 1839.